# Rainbow Islands: The Story of Bubble Bobble 2
Rainbow Islands: The Story of Bubble Bobble 2 es un videojuego de plataformas desarrollado por Taito en 1987 para Arcade. Es la secuela del famoso Bubble Bobble. Es el segundo de cuatro juegos para Arcade de la saga Bubble Bobble. El juego fue portado a diversas videoconsolas y ordenadores.

## Argumento
Tras los acontecimientos ocurridos en el Bubble Bobble, Bubblun y Bobblun han recuperado su forma humana, llamándose realmente Bubby y Bobby respectivamente. Varios años han pasado y ahora ambos más crecidos cuentan con el poder de los arcoíris mágicos, dado por sus padres. Tras volver a su lugar de nacimiento(el archipiélago Rainbow Islands) en busca de tesoros, descubren una carta de socorro de los habitantes del archipiélago, pues un dragón de burbuja gigante, conocido como "Boss of Dark Shadow", los ha convertido en dragones de burbuja y los ha encerrado. Bubby y Bobby, imaginándose que debe tratarse del que transformó y controló la mente de sus padres en el pasado, se disponen a empezar una gran aventura a través del archipiélago Rainbow Islands, luchando con los numerosos seguidores de "Dark Shadow", todo por liberar a los habitantes esclavizados y ajustar cuentas por fin.

## Modo de juego
El archipiélago Rainbow Islands consta de 10 islas en total, de las cuales las tres últimas son secretas y solo pueden ser accesibles si se tienen los siete diamantes gigantes. Cada isla tiene una temática diferente. Cada isla consta de 4 niveles, en los que el jugador debe ir subiendo por plataformas hasta lo más alto del nivel, ya que las islas se van hundiendo poco a poco; mientras esquivan y vencen a diversos enemigos. Al final del cuarto nivel de cada isla, hay un jefe.
Bubby y Bobby tienen la capacidad de producir arcoíris sólidos, que usan como arma contra los enemigos o bien como plataformas para llegar más alto. Aparte, el juego consta de numerosos power-ups que dan habilidades extras a los personajes.

## Extra Version
Rainbow Islands Extra Version es una versión modificada del juego, la cual en esencia es el mismo juego, con la diferencia de que los enemigos y jefes de las islas aparecen en un orden diferente. Esta versión salió en cantidades limitadas para Arcade. También salió como un modo de juego en la versión de Rainbow Islands de Mega Drive.